# 井村君江
井村 君江（いむら きみえ、1932年3月1日 - ）は、日本の英文学者・比較文学者。ケルト・ファンタジー文学研究家。明星大学名誉教授。フェアリー協会会長。イギリス・フォークロア学会終身会員。妖精美術館（福島県大沼郡金山町）館長。うつのみや妖精ミュージアム名誉館長。
2003年に生まれ故郷の宇都宮市にケルト・妖精関係資料（文豪の自筆原稿や貴重な美術品を含む）を寄贈した。寄贈された資料を展示するため、2007年7月31日、世界的にも珍しい妖精をテーマにした美術館うつのみや妖精ミュージアムがオープン、名誉館長に任命される。

## 来歴・人物
栃木県宇都宮市の旧家に生まれる。出産とともに、母は実家へ帰ったため実母に会ったことがない。（以下『妖精の輪の中で』）本名は君江・井村・ローラー。一番目の夫は高校教師から早稲田大学講師になった美学者井村陽一（禅僧・南画家であった井村常山の孫で若くして病没）、二番目の夫は中世英文学の権威でキール大学教授であったローラー、ジョン、ジェームズ。
栃木県立宇都宮女子高等学校を経て、青山学院大学文学部英文科を卒業。青山では日夏耿之介、院長の豊田実に師事。同大学院修士課程を修了後、同大学助手を2年務めた後、1960年東京大学大学院比較文学比較文化専攻修士課程に入学、島田謹二らに師事する。1962年修士課程修了。修士論文は『日本におけるオスカー・ワイルド』（修士論文としては異例であるが、全部で500ページにも及ぶ）。
しかし国会図書館への提出はされていないようで確認は取れていない。
1965年同博士課程を満期退学し、鶴見女子大学英文科の教員となる。1968年夫井村陽一が38歳で急逝。校名変更により鶴見大学助教授、1977年ケンブリッジ大学、オックスフォード大学客員教授。師日夏耿之介の「全集」（河出書房で全8巻）を編集し、伝記研究も今日まで続けている。
鶴見大学在職時には、上皇后美智子（当時は皇太子妃）から招かれ、東宮御所で妖精文学について進講したことがある。
1982年英国の英文学者ジョン・ローラーと再婚。その後明星大学教授となる。1999年に脳梗塞で倒れ、左半身不随になる。同年夫ローラーが死去。2002年明星大を退任。この数年は闘病生活を送りつつ、生まれ故郷の栃木県宇都宮市や都内を中心に講演・執筆活動など、精力的に活動している。

## エピソード
- 女学生時代に川上澄生の英語の授業を受け、その影響で川上の母校である青山学院大学を目指した。
- 蘆原英了と一緒に『シャンソンに親しむ会』で活動していた関係で、来日したジョセフィン・ベイカーに楽屋でお茶を出した。

## 刊行著作

### 著書
- 『ケルトの神話 女神と英雄と妖精と』（筑摩書房「世界の神話9」、1983年。ちくま文庫、1990年）
- 『妖精の国』 （新書館、1987年）
- 『アーサー王物語 イギリスの英雄と円卓の騎士団』（筑摩書房「世界の英雄伝説2」、1987年）
  - 『アーサー王ロマンス』（ちくま文庫、1992年）
- 『妖精の系譜』（新書館、1988年）
  - 『ケルト妖精学』（講談社学術文庫、1996年。ちくま学芸文庫、2003年）
- 『フェアリー 妖精幻視』（新書館、1989年）- 図版解説も含む
- 『「サロメ」の変容　翻訳・舞台』（新書館、1990年）
- 『妖精とその仲間たち』 （河出書房新社、1992年。ちくま文庫、2000年）
- 『イギリス・妖精めぐり』（同文書院、1993年）
- 『ケルトの妖精』（あんず堂、1996年）
- 『コーンウォール 妖精とアーサー王伝説の国』（東京書籍、1997年）
- 『妖精の国の扉 フェアリーランドへ導く九つの鍵』（大和書房、1998年）
- 『妖精学入門』（講談社現代新書、1998年）
  - 『妖精についてのおはなし 新・妖精学入門』（盛林堂書房、2020年）、増訂版
  - 『妖精世界へのとびら 新版・妖精学入門』（書苑新社 、2023年）- 改訂増補版
- 『妖精ファンタジー 絵画と詩』[3]（アスキー、1998年）
- 『妖精の輪の中で』（筑摩書房〈ちくまプリマーブックス〉、2000年[4]）
- 『サロメ図像学』（あんず堂、2003年）
- 『Fairy Book 井村君江の妖精図鑑』（レベル、2008年）- 小著
- 『妖精学大全』（東京書籍、2008年）
- 『お茶の時間のつぶやき 妖精の日英比較文化論』（随想舎、2011年）
- 『日夏耿之介の世界』（国書刊行会[5]、2015年2月）‐ 最後の門下生としての評伝、未公開写真多数収録。
- 『私の万華鏡 - 文人たちとの一期一会』（紅書房、2015年11月）
- 『シェイクスピアの影の国』（レベル、2017年7月）
- 『魔法の世界 - 妖精教授 最後の授業』（主婦の友社、2025年4月）

### 共著・編著
- 『妖精キャラクター辞典』（新書館、中山星香著、1988年）監修：井村君江
- 『妖精　不思議世界の住人たち』（河出書房新社・河出絵はがき文庫、1984年）
- 『ピーター・パンと妖精の国 写真紀行』（求龍堂、1990年）、塩野米松と共著、写真：中川祐二
- 『ケルト・ファンタジィ 英雄の恋』（ANZ（あんず）堂、1995年）、画：天野喜孝
- 『英国 魔女と妖精をめぐる旅』（光文社知恵の森文庫、2004年）、新美康明と共著
- 『妖精美術館』（レベル、2007年）- 図版解説
- 『絵本画家 天才たちが描いた妖精』（中経出版〈ビジュアル選書〉、2013年）‐ 図版解説
- 『コティングリー妖精事件』（青弓社、2021年6月）、浜野志保共編
- 『妖精ヴィジュアル小辞典』（アトリエサード、2022年12月）‐ 図版解説

### 翻訳
- 『妖精の世界』 フロリス・ドラットル（研究社出版、1977年）
  - 『フェアリーたちはいかに生まれ愛されたか』（アトリエサード、2022年8月）
- 『ケルト幻想物語集』 W・B・イエイツ（全3冊、月刊ペン社、1978年）
  - 『ケルト妖精物語』 W・B・イエイツ編（ちくま文庫、1986年）
  - 『ケルト幻想物語集』 W・B・イエイツ編（ちくま文庫、1987年）
- 『神秘の薔薇』 W・B・イエイツ（大久保直幹と共訳、国書刊行会〈世界幻想文学大系24〉、1980年、新版1994年）
  - 『ケルトの薄明』 W・B・イエイツ（ちくま文庫、1993年）、抜粋版
- 『妖精の国の住民』 キャサリン・M・ブリッグズ（研究社出版、1981年。ちくま文庫、1991年）
- 『ジャイアント』 デヴィッド・ラーキン編（サンリオ、1983年）
- 『黄金のりんごの王子 現代イギリスファンタジイ』 マイケル・マークス（新書館、1983年）
- 『幸福の王子 オスカー=ワイルド童話集』オスカー・ワイルド（偕成社文庫、1989年）
- 『W・H氏の肖像』 オスカー・ワイルド（工作舎、1989年）
- 『妖精 who's who』 キャサリン・ブリッグズ（筑摩書房、1990年。ちくま文庫、1996年）- 挿画：イヴォンヌ・ギルバート
- 『妖精の国への誘い』 アヴリル・ロッドウェイ（福武文庫、1991年）
- 『妖精事典』 キャサリン・M・ブリッグズ編（平野敬一・三宅忠明・吉田新一共編訳、冨山房、1992年、新装版2024年）
- 『シェイクスピアの劇場 グローブ座の歴史』 ウォルター・ホッジス（ちくま文庫、1993年）
- 『ロイヤル・レシピ 英国王室料理』 ミシェル・ブラウン（筑摩書房、1995年）
- 『妖精の出現 コティングリー妖精事件』 アーサー・コナン・ドイル（あんず堂、1998年）
  - 『妖精の到来　コティングリー村の事件』（アトリエサード、2021年5月）、改訂版
- 『コティングリー妖精事件』 ジョー・クーパー（朝日新聞社、1999年）
- 『アーサー王物語』 トマス・マロリー（全5巻、筑摩書房、2004-2007年）- 挿画：オーブリー・ビアズリー
- 『新訳 夏の夜の夢』 シェイクスピア（レベル、2012年）- 画：ヒース・ロビンソン／アーサー・ラッカム
- 『花の妖精　英国の花たち』 シシリー・メアリー・バーカー（主婦の友社、2014年）
- 『新訳 テンペスト』 シェイクスピア（レベル、2016年）- 画：アーサー・ラッカム
- 『ダン・アダン・デリー 妖精たちの輪舞曲』ウォルター・デ・ラ・メア（アトリエサード、2021年）、画：ドロシー・P・ラスロップ、人形彫刻：戸田和子